# Bruchus bohemani
Bruchus bohemani là một loài bọ cánh cứng trong họ Bruchidae. Loài này được Hochhut miêu tả khoa học năm 1847.